# Кишинів (станція)
Кишинів (рум. Gara Chișinău) — одна з найбільших та головна станція Молдовської залізниці. Розташована в столиці Молдови в місті Кишиневі.

## Історія
Історія залізниці Молдови починається з 1844 року — саме тоді граф Михайло Воронцов запропонував російському імператору Миколі I будівництво залізниці від Одеси до села Паркани, яка спочатку за задумом повинна була використовуватися на кінній тязі.
Російський імператор Микола I ухвалив проєкт, але зазначив, що проєкт залізниці необхідно було створити так, щоб згодом нею була можливість запустити поїзди під паровозної тягою, оскільки кошти інакше будуть виділені даремно. Через різні, переважно бюрократичні причини, будівництво залізниці було розпочато лише у 1863 році і закінчено двома роками пізніше (офіційно відкрита у грудні 1865 року). Після цієї події було прийнято рішення побудувати залізницю до Кишинева. Для цього був введений спеціальний збір (1 копійка за десятину землі, що становила приблизно 1,46 га). У травні 1867 року були зібрані кошти та  укладений контракт на будівництво з бароном Унгер-Штернбергом. Одночасно з цим був побудований міст через річку Дністер, будівництво якого не входило до контракту, проте, тим не менш, було розпочато одразу після його укладення.
У 1875 році побудована залізнична лінія Кишинів — Унгени через станцію Келераш, даний напрямок згодом сполучив Кишинів і Румунію. Через два роки було завершено будівництво Бендеро-Галацької залізниці, яка відкрила вихід до Румунії та річки Дунай.

### Перший залізничний вокзал
У 1870 році побудований перший залізничний вокзал Кишинева — тимчасова дерев'яна одноповерхова будівля, яка була схожа на звичайну провінційну залізничну станцію.
Наприкінці 1870-х років побудована нова капітальна будівля вокзалу (архітектор Генрих Лонський, за проєктом якого згодом, у 1888 році, побудована будівля Благочинних зборів, яка нині не збереглася). За деякими даними, перший поїзд прибув на кишинівський вокзал 15 серпня 1871 року, за іншими — рух поїздів на Тираспольсько-Кишинівському напрямку було відкрито 28 серпня 1871 року. Це був перший поїзд, що прибув з Одеси, час вдорозі становив близько 7 годин. Ця подія поклала початок функціонуванню залізниць Бессарабії. Архітектор вокзалу — Генріх Пилипович Лонський, до речі, був громадянином Австрії.
На початку XX століття залізнична мережа Бессарабії становила близько 850 км, вокзал обслуговував велику кількість пасажирів. Будівля нагадувала казковий замок — триповерхова будівля, з кількома квадратними вежами, які були прикрашені шпилями, з критим павільйоном. Є відомості, що вокзал був одним з найулюбленіших місць для прогулянок місцян. На вокзалі були відкриті кафе та крамниці. У будівлі вокзалу був зручний та комфортабельний зал чекання першого класу для пасажирів та зали скромніше — другого третього класів. Спочатку вокзал розташовувався на околиці міста, навколо був пустир. Згодом поруч були побудовані жіноче єпархіальне училище та житлові будинки. На Привокзальній площі працювали візники, перед прибуттям поїздів площа була заповнена їх екіпажами.
У 1897 році ухвалено рішення про будівництво лінії кінної залізниці, що мала сполучити вокзал з центром міста. З чотирьох маршрутів кишинівського трамвая три мали кінцеву зупинку на залізничному вокзалі Кишинева.

### Нова будівля вокзалу
Під час Другої світової війни будівлю вокзалу неодноразово було зруйновано. У 1941 році вокзал був підірваний відступаючою Чрвоною армією. У тому ж році вокзал був відновлений, так як був необхідний для відправки румунської армії у східному напрямку.
У 1944 році будівлю вокзалу було практично знищено в результаті авіаудару. За деякими даними, провина у руйнуванні вокзалу належала американським ВПС, які провели килимове бомбометання та впродовж однієї ночі було знищено майже всю стару частину Кишинева (нині на цьому місці розташовується бульвар Григоре Вієру та колишній бульвар Ренаштерій). Будівлю вокзалу так і не було відновлено.
У 1948 році відбудований залізничний вокзал (архітектор Л. Чуприн, головний консультант — видатний архітектор Олексій Щусєв), будівництво вели німецькі військовополонені. Стіни нової будівлі були побудовані з котельця і облицьовані цеглою. Вокзальний комплекс з тих пір неодноразово піддавався модернізації та капітальній реконструкції.
У 1976 року до будівлі вокзалу був добудований приміський павільйон.
24 квітня 1983 року на будівлі вокзалу встановлені дві меморіальні дошки:
- «На честь проводів російських військ і болгарських ополченців, які вирушили зі станції Кишинів 24 квітня 1877 року для участі у звільненні народів Балкан від османського ярма»;
- «На згадку про революційну боротьбу робітників і солдатів за владу рад в Молдавії 1 (14) грудня 1918 року» (нині демонтована)[8].

У 1990-х роках поряд з платформами вокзалу зведено приміський вокзал, звідки курсували дизель-поїзди місцевого сполучення. Через деякий час кількість поїздів, що курсували на той час, зменшилася, а вокзал приміських сполучень майже простоює і не використовується за призначенням. 

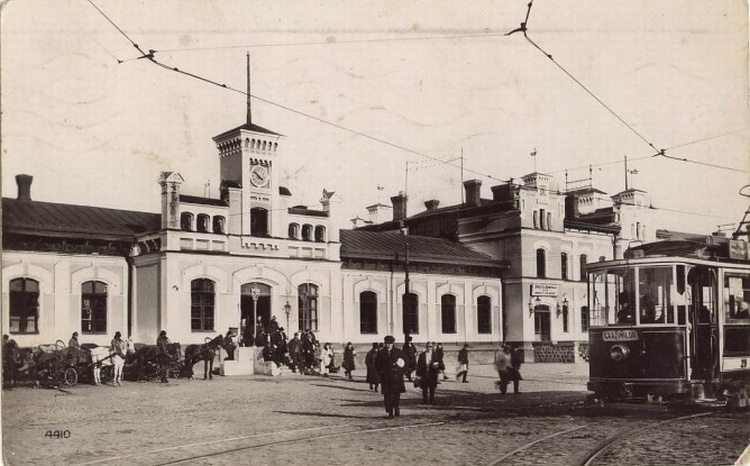
Залізничний вокзал (1936)
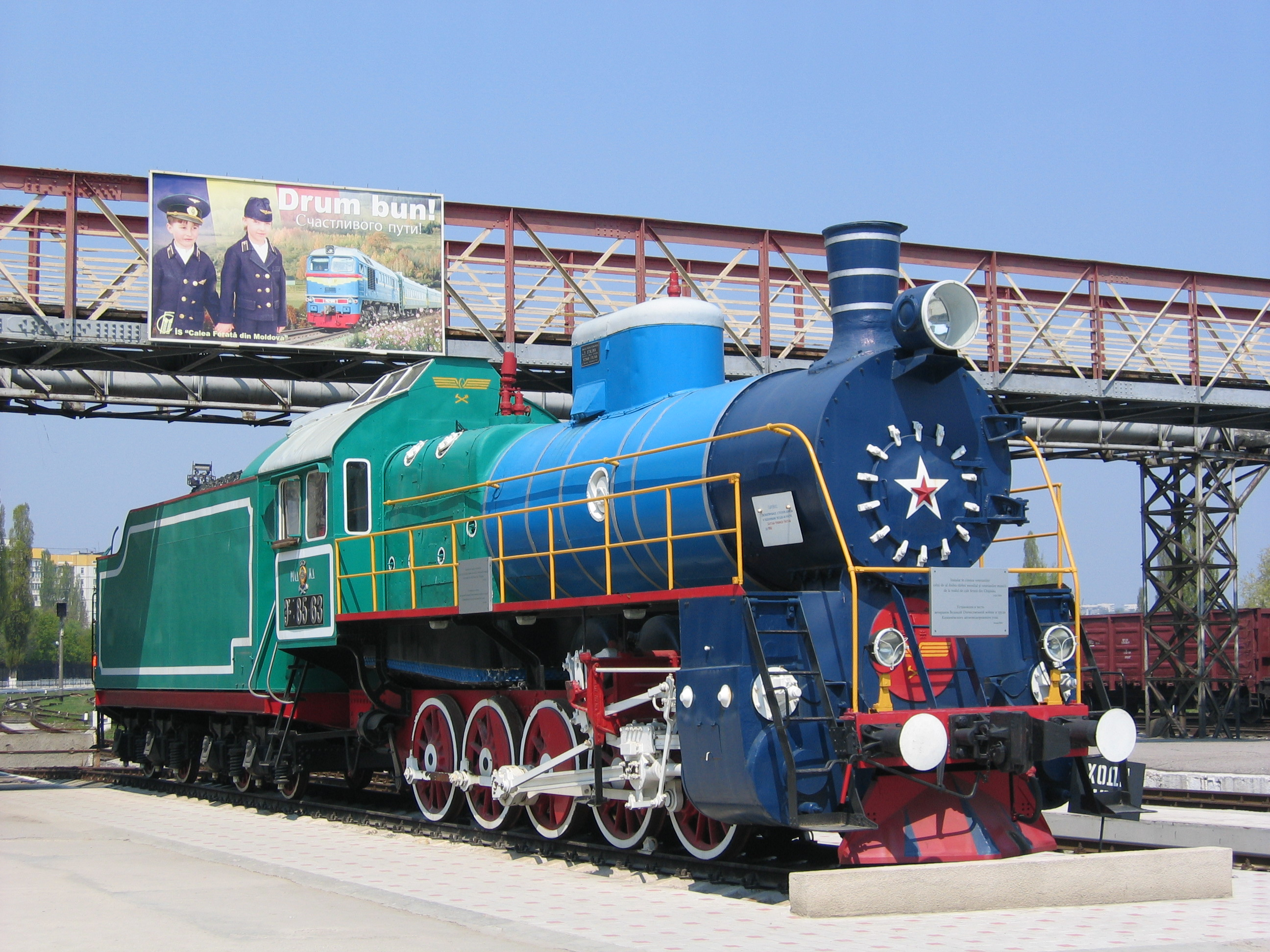
Пам'ятник паровозу Ер, 2004 р.
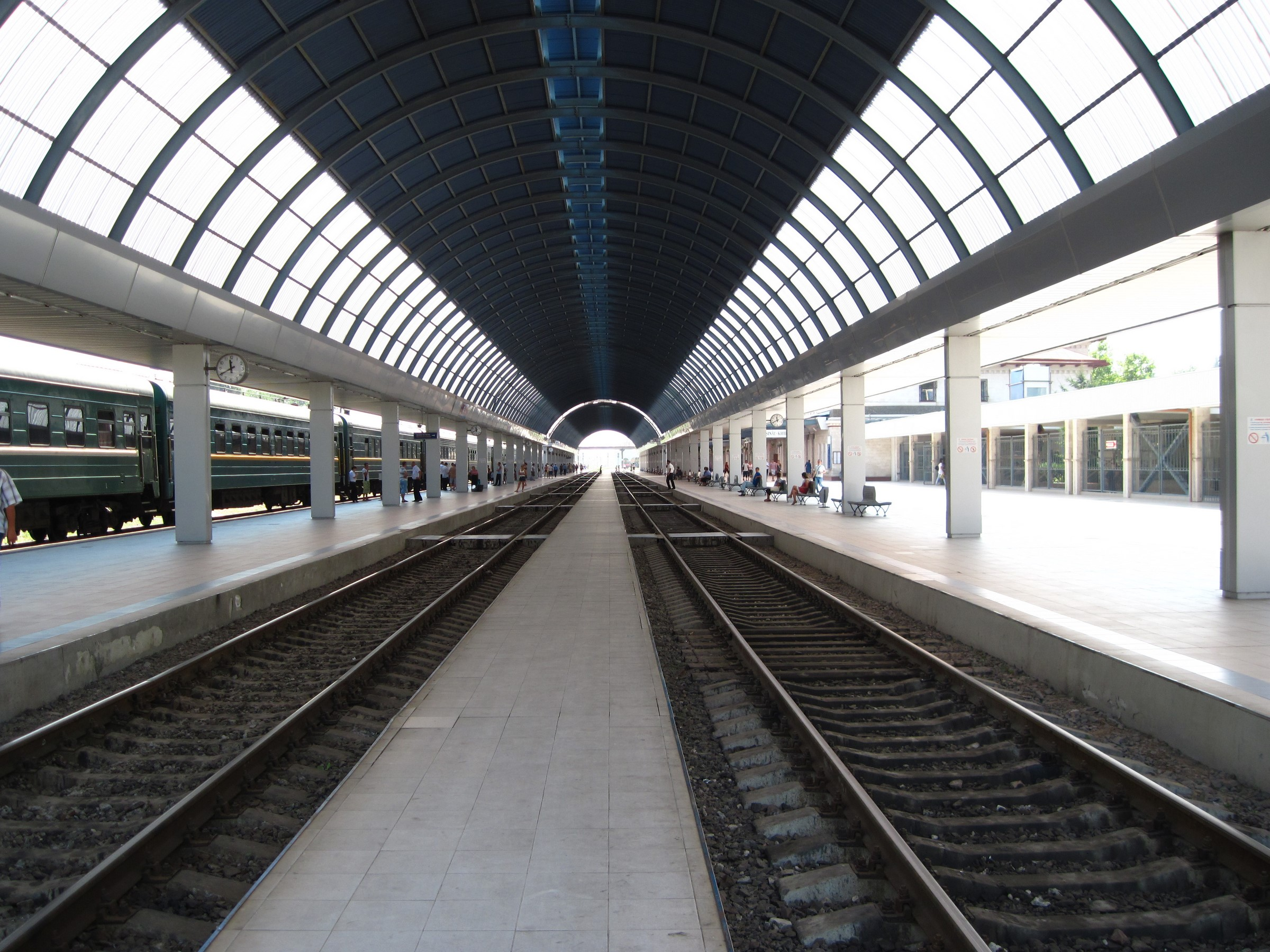
Краєвид з перону
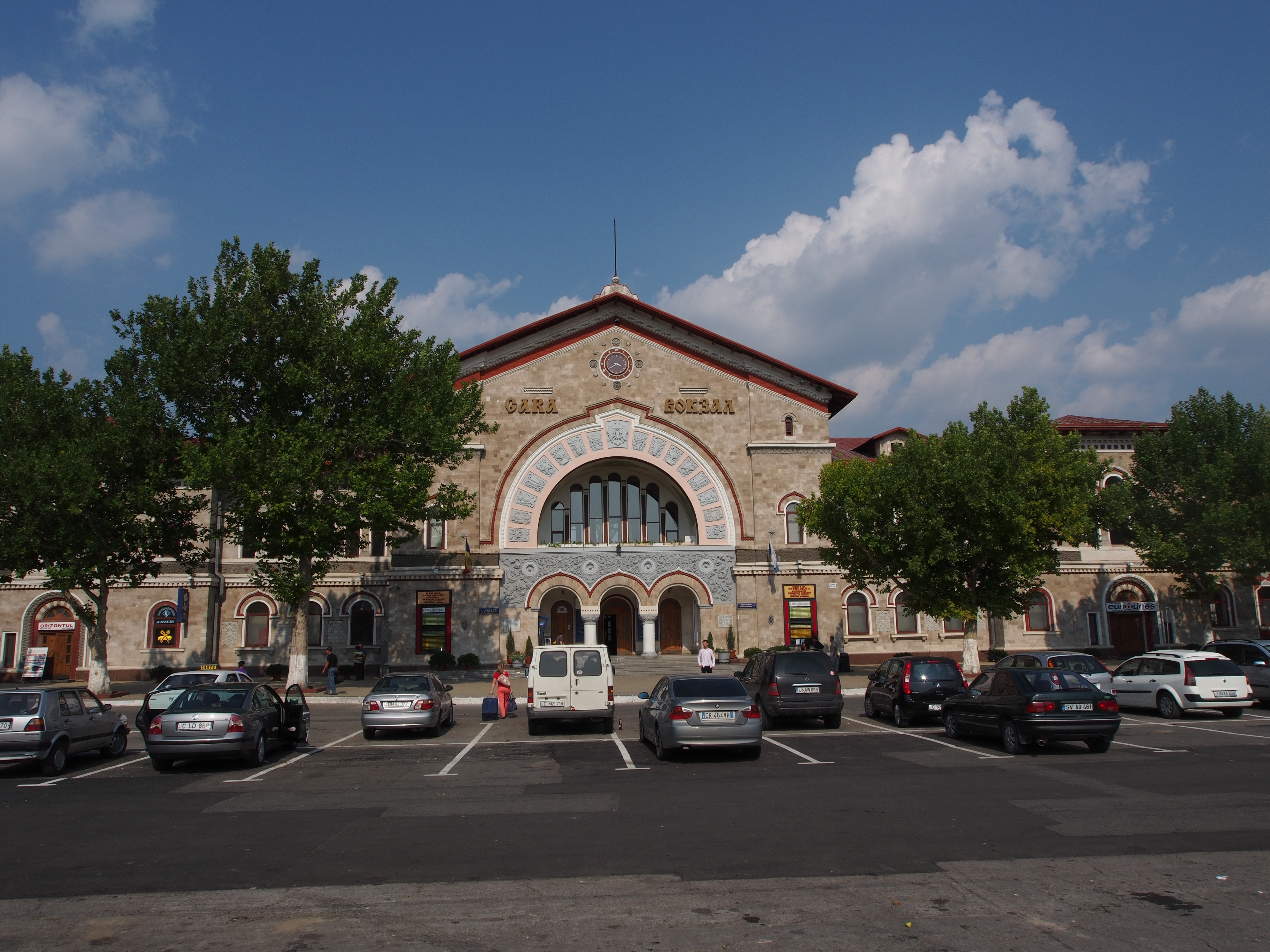
Сучасний залізничний вокзал

30 липня 2003 року завершена реконструкція вокзалу станції Кишинів, в ході якої здійснено повне переоснащення будівлі вокзалу, квиткові каси перенесені на місце ресторану, облаштовані камери схову, проведено декоративне оздоблення перону каменем, споруджені навіси над основними коліями перонів, поліпшено інформаційну оснащеність вокзалу шляхом встановлення інформаційних панелів. У 2004 році як історичну пам'ятку встановлений пам'ятник паровозу (відреставрований майже за 60 днів).
29 липня 2004 року на території залізничного вокзалу, в якості пам'ятника, встановлено паровоз з серійним № 1469. На реставрацію паровоза пішло близько двох місяців. Паровоз побудований 1950 року в місті Познань (Польща). До 1969 року саме цей паровоз експлуатувався на маршруті, який сполучав місто Унгени з селом Корнешти. Локомотив є пам'ятним місцем, де туристи фотографуються під час відвідин Кишинева.

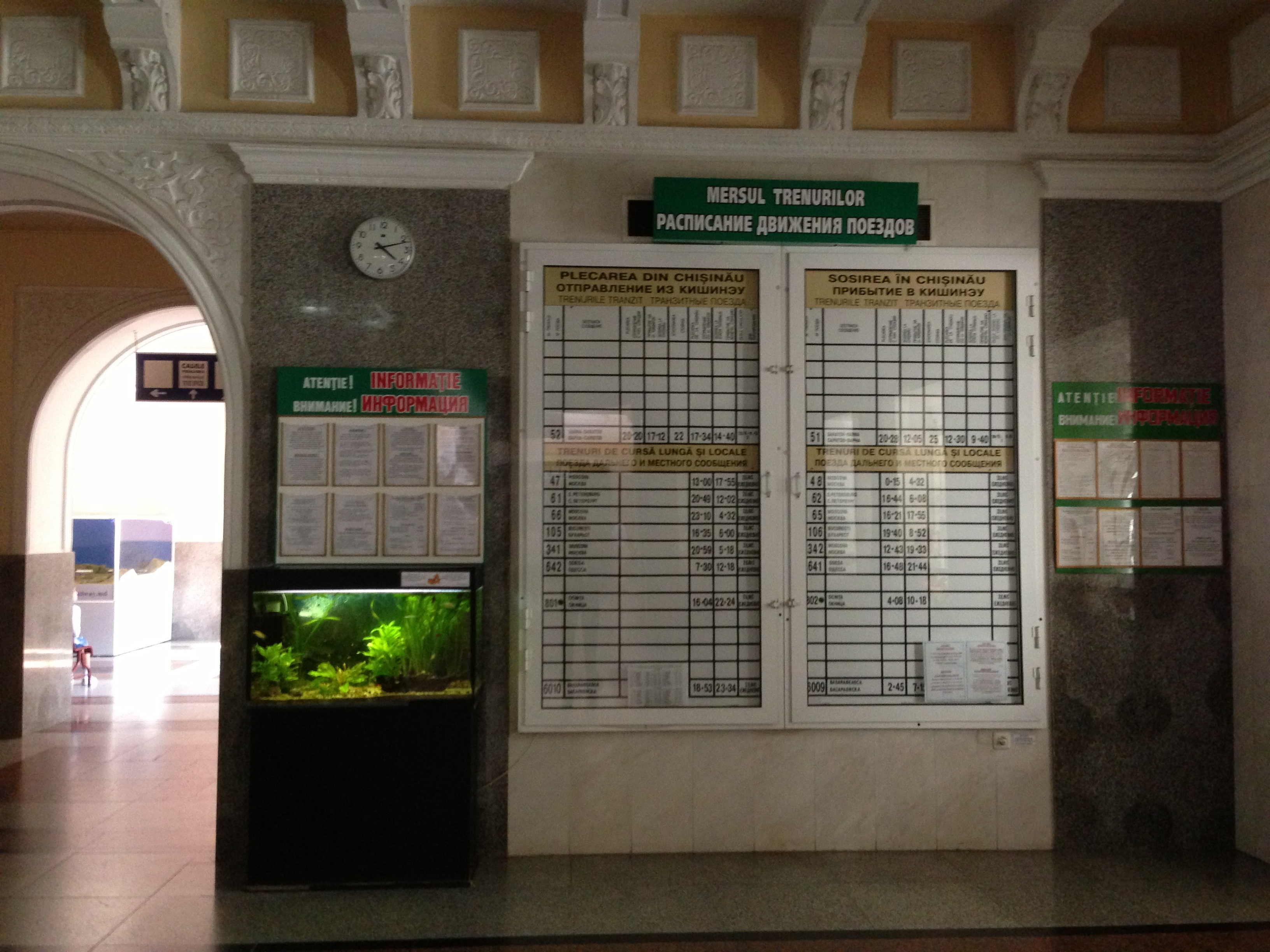
Розклад руху поїздів
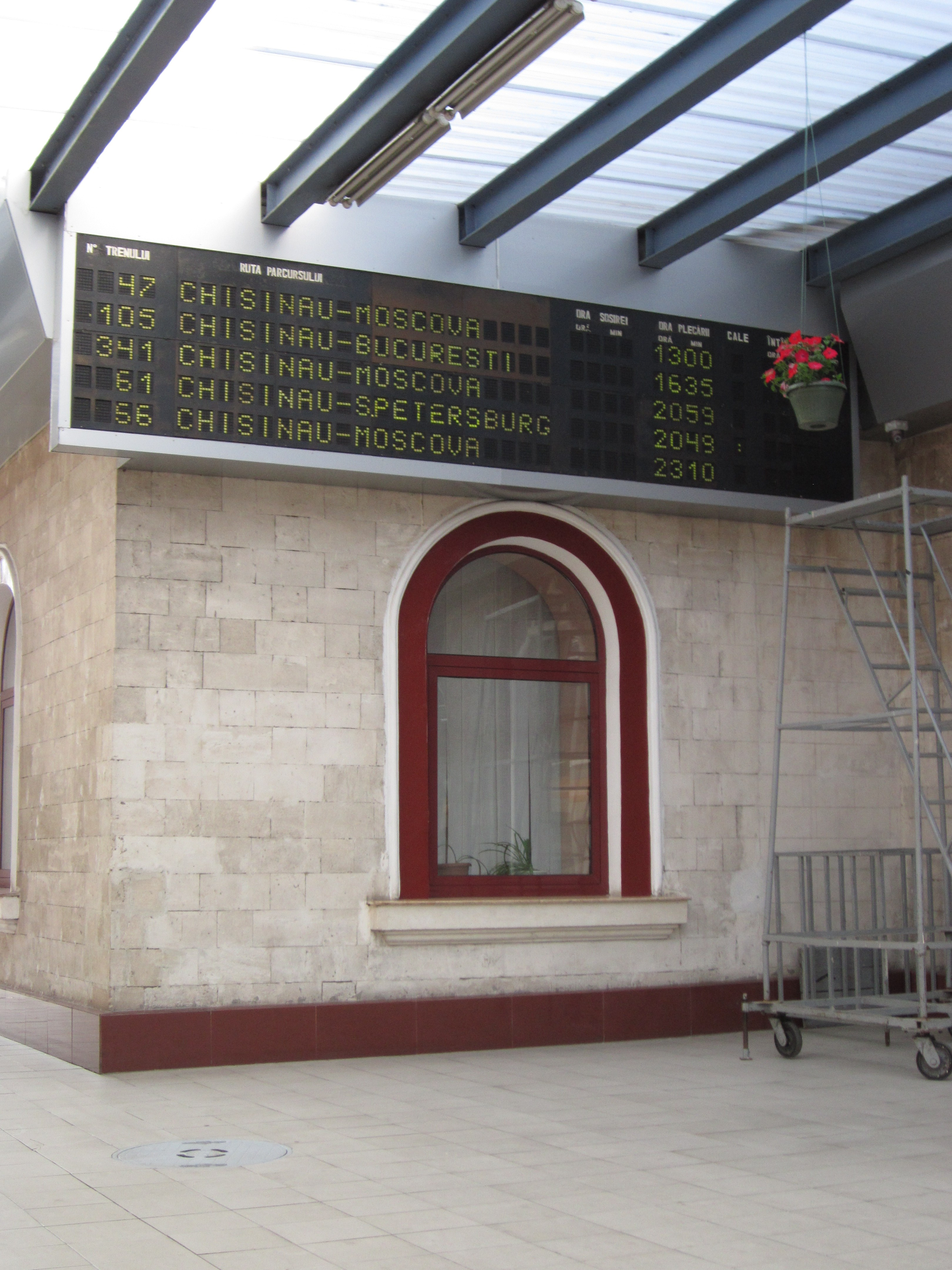
Інформація про рух потягів
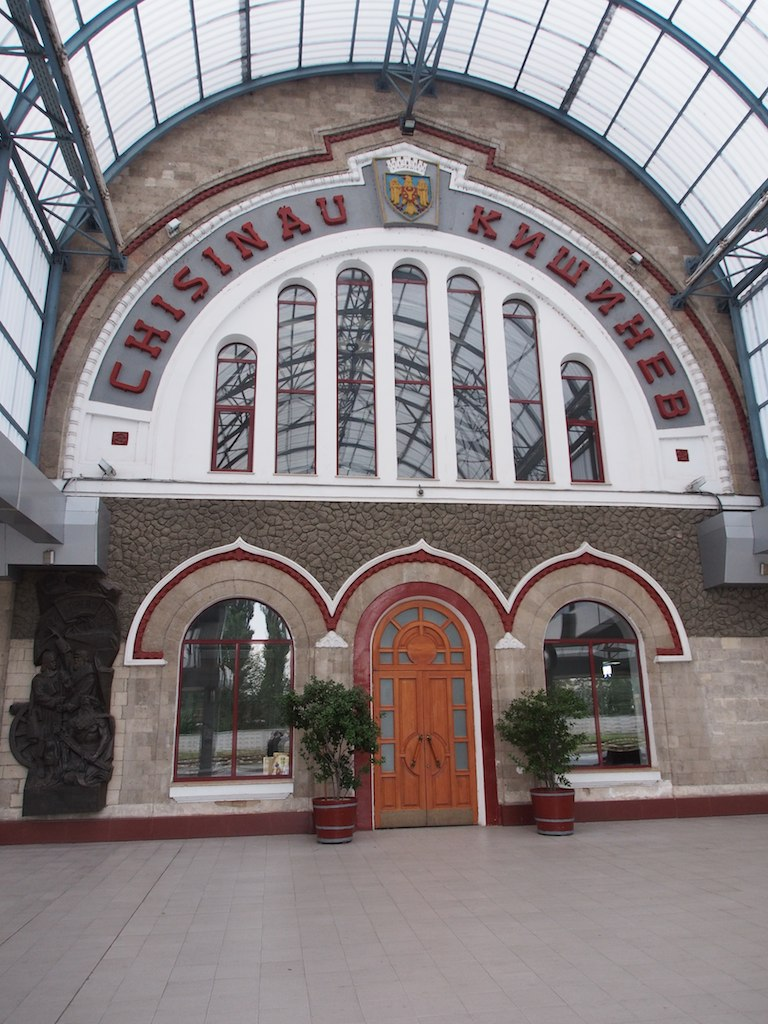
Інтер'єр вокзалу
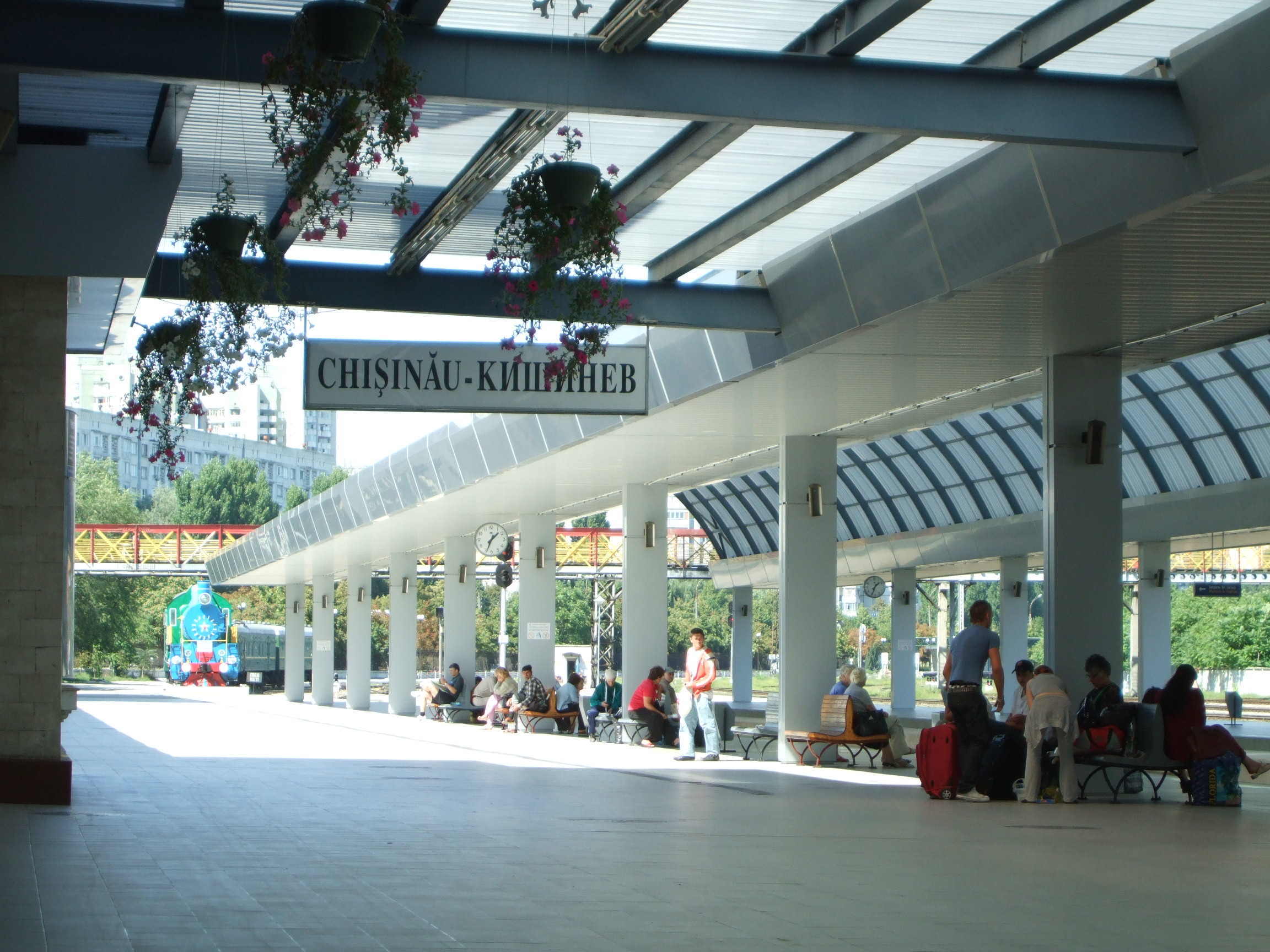
Платформи станції

У червні 2022 року, за повідомленням Міністерства інфраструктури України, було заплановано вперше з 1999 року, відновити залізничне сполучення з Молдовою, зокрема, відремонтувати колії між селом Джурджулешти (Міжнародний вільний порт «Джурджулешти») на українсько-молдовському кордоні та румунським портом у місті Галац, а також призначити пасажирський поїзд міжнародного сполучення Київ — Кишинів, поновити залізничний рух на ділянці Березине (Україна) — Басарабяска (Молдова), що значно має на меті збільшити експортно-імпортний потенціал України, зокрема й до портів Дунаю.
Наразі вокзал працює не на повну проєктну потужність, через проблеми з транспортним сполученням через Придністров'я.

## Пасажирське сполучення
Зі станції Кишинів прямують поїзди у напрямку станцій: Бендери, Київ-Пасажирський, Окниця, Унгени, Ясси тощо.
| Рух поїздів по станції Кишинів |                           | |                                                                                            |
| №                              | Маршрут сполучення        | Проміжні залізничні станції | Примітки                                                                                   |
| Міждержавне сполучення         |                           | |                                                                                            |
| 105/106                        | Кишинів — Бухарест        | Унгени, Ясси |                                                                                            |
| 351/352                        | Кишинів — Київ            | Унгени, Бєльці-Ораш, Окниця, Могилів-Подільський, Жмеринка, Вінниця, Козятин I                                                                          | Призначений з 6 листопада 2022 року (курсував тричі на тиждень), наразі курсує через день. |
| Внутрішньодержавне сполучення  |                           | |                                                                                            |
| 804/803                        | Кишинів — Бендери III     | Ревака |                                                                                            |
| 821/824                        | Кишинів — Ясси            | Келераш |                                                                                            |
| 831/826                        | Кишинів — Унгени          | Келераш |                                                                                            |
| Скасовані пасажирські поїзди   |                           | |                                                                                            |
| 47/48 «Молдова»                | Кишинів — Москва          | Дрокія, Окниця, Могилів-Подільський, Жмеринка, Вінниця, Київ-Пасажирський, Конотоп, Брянськ-Орловський, Сухиничі-Головні, Калуга II                     | Скасований з березня 2020 року                                                             |
| 66/65 «Співдружність»          | Кишинів — Москва          | Тирасполь, Подільськ, Вапнярка, Жмеринка, Вінниця, Київ-Пасажирський, Конотоп, Брянськ-Орловський, Сухиничі-Головні, Калуга II                          | Скасований з березня 2020 року                                                             |
| 341/342                        | Кишинів — Москва          | Келераш, Унгени, Дрокія, Окниця, Могилів-Подільський, Жмеринка, Вінниця, Київ-Пасажирський, Конотоп, Брянськ-Орловський, Сухиничі, Калуга II            | Скасований з березня 2020 року                                                             |
| 361/362                        | Кишинів — Санкт-Петербург | Дрокія, Окниця, Могилів-Подільський, Жмеринка, Вінниця, Бердичів, Житомир, Коростень, Овруч, Жлобин-Пасажирський, Могильов I, Орша-Центральна, Вітебськ | Скасований з березня 2020 року                                                             |
| 842/841                        | Кишинів — Одеса           | Тирасполь, Роздільна I | Скасований                                                                                 |
| 821/822                        | Кишинів — Ясси            | Келераш, Унгени |                                                                                            |

З 30 березня 2018 року до Одеси призначений модернізований дизель-поїзд Д1М зі столиці Молдови. Відтепер дістатися з Кишинева до Одеси є можливість у вагонах з місцями для сидіння менш ніж за 4 години.
28 серпня 2021 року з  відновлено рух пасажирського поїзда сполученням Одеса — Кишинева. Це єдиний у 2021 році міжнародний пасажирський поїзд на залізничному вокзалі Кишинева. Він не курсував з березня 2020 року, коли його рух було призупинено через коронавірусну хворобу COVID-19. Поїзд повністю сформований з рухомого складу «Укрзалізниці» — це 4 пасажирських вагони локомотивної тяги з сидячими місцями. На електрифікованій ділянці від Одеси до прикордонної станції Кучурган поїзд веде електровоз серії ВЛ40 — це перероблена в самостійний локомотив секція двохсекційного електровоза серії ВЛ80. А від Кучургана до Кишинева по неелектрифікованій ділянці залізниці поїзд веде магістральний пасажирський тепловоз серії ТЕП70. Це перший випадок постійної роботи тепловозів цього типу на території Молдови.
6 листопада 2022 року, о 10:38, прибув поїзд № 351/352 сполученням Київ — Кишинів. На честь відновлення залізничного сполучення між української та молдовської столицями на вокзалі Кишинева 6 листопада відбулася урочиста церемонія. Пряме залізничне сполучення між двома столицями було припинено з 1998 року. Поїзд курсує тричі на тиждень і прямує через станції Унгени, Могилів-Подільський, Жмеринка, Вінниця тощо. Маршрут міжнародного сполучення має стиковку на станції Унгени з можливістю зробити пересадку до станції Ясси (Румунія), де розташований міжнародний аеропорт.

## Галерея

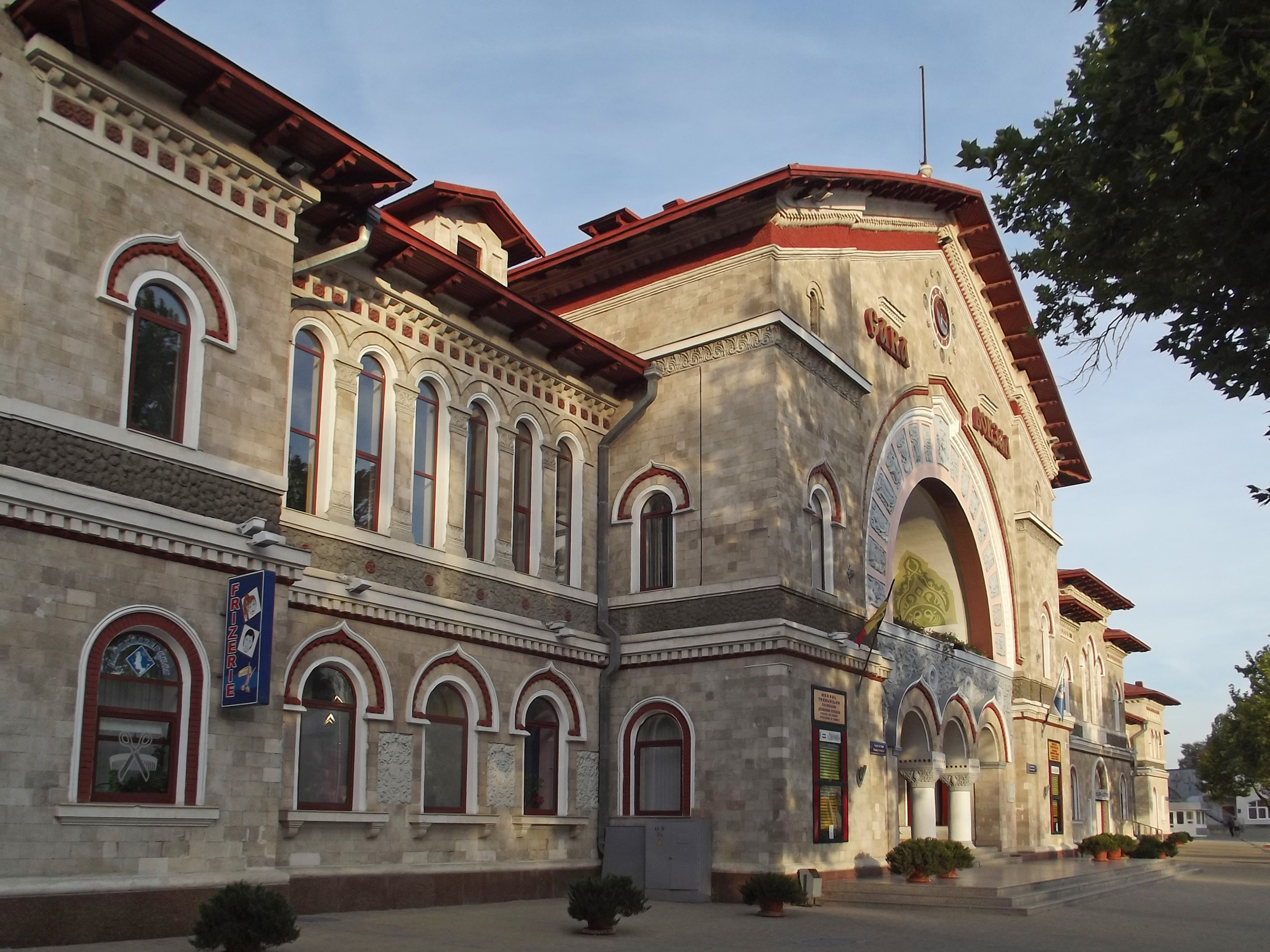
Фасад вокзалу
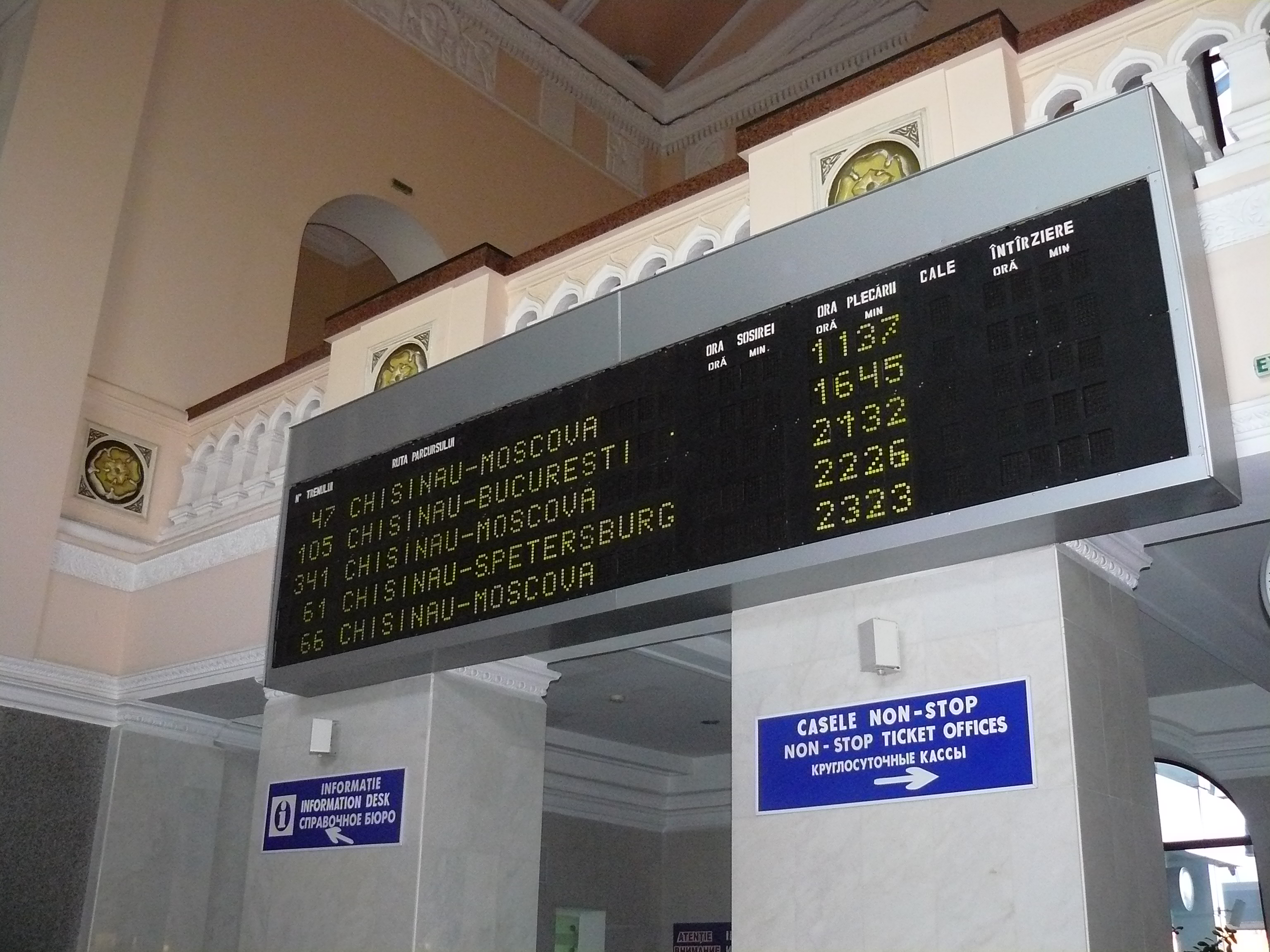
Електронне табло
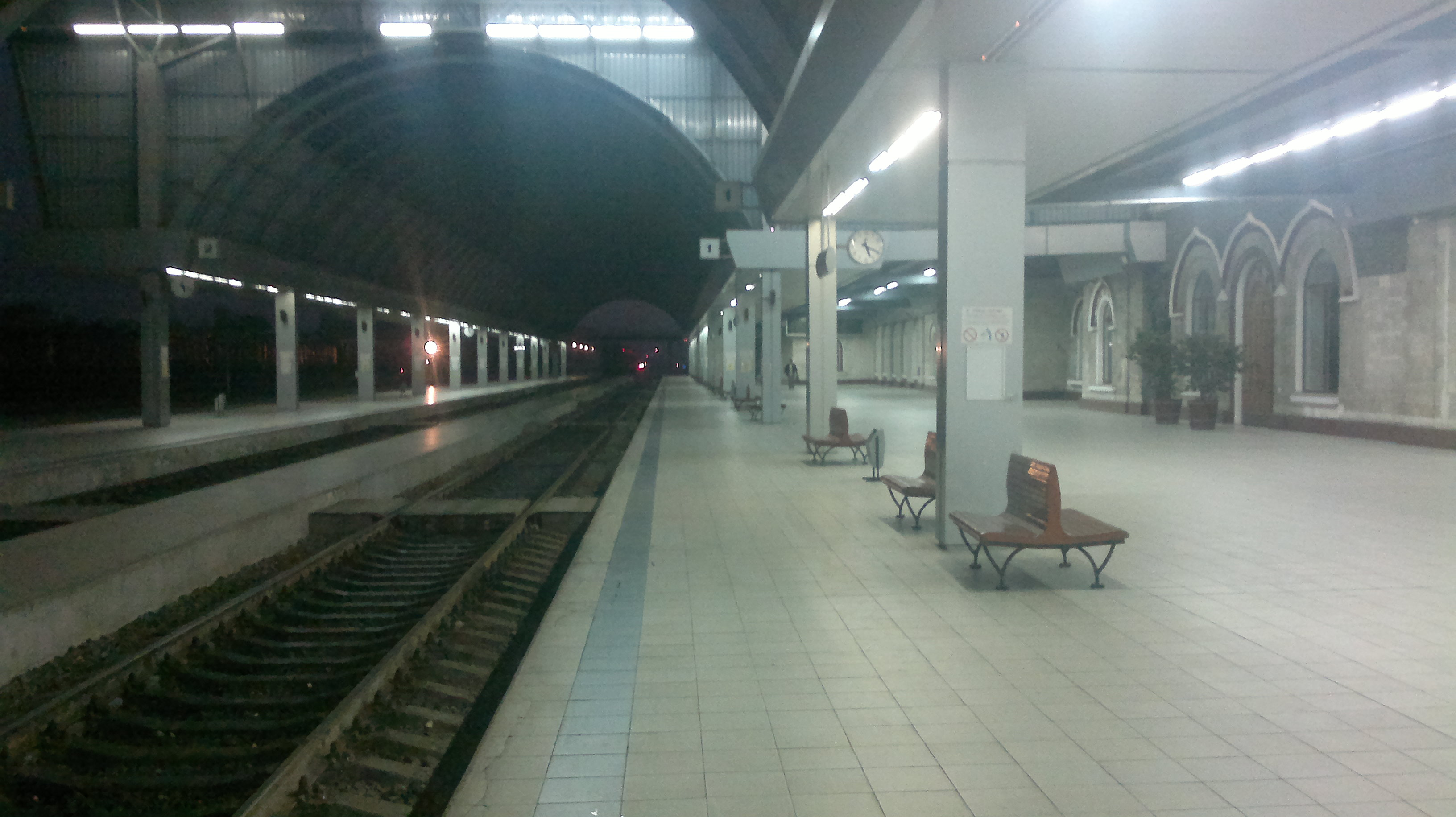
Перони
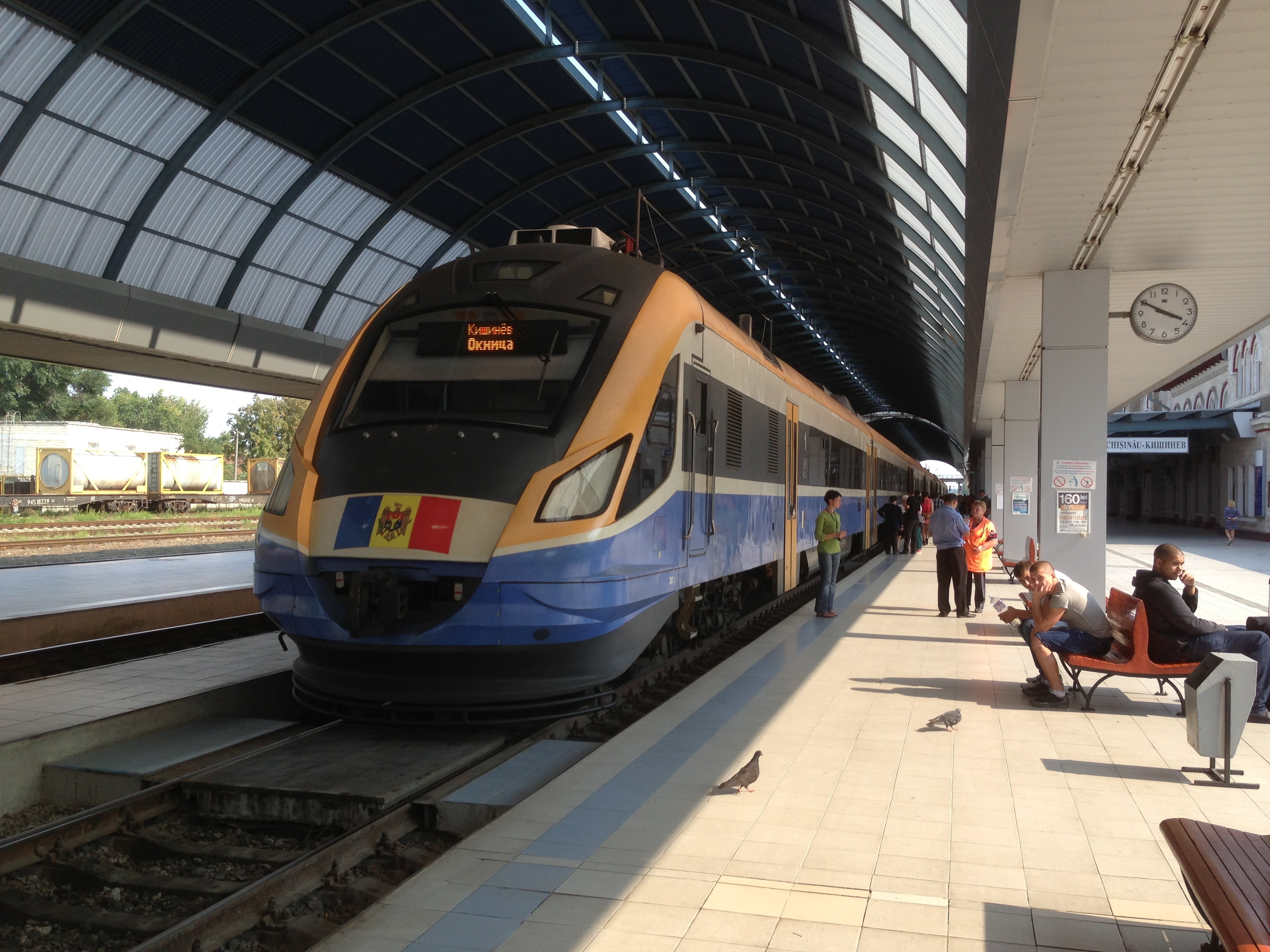
Дизель-поїзд Д1М
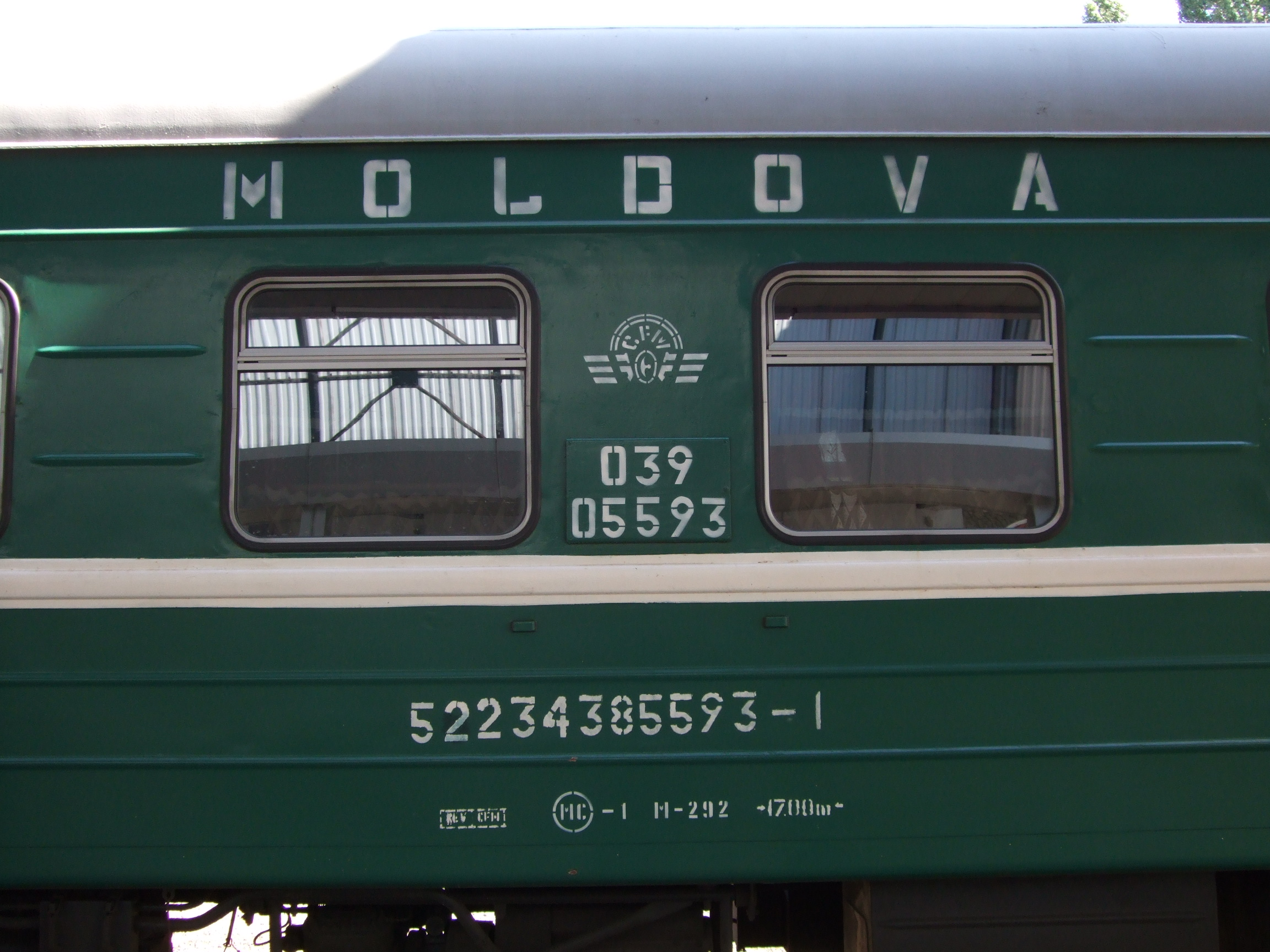
Вагон поїзда № 47/48 «Молдова»
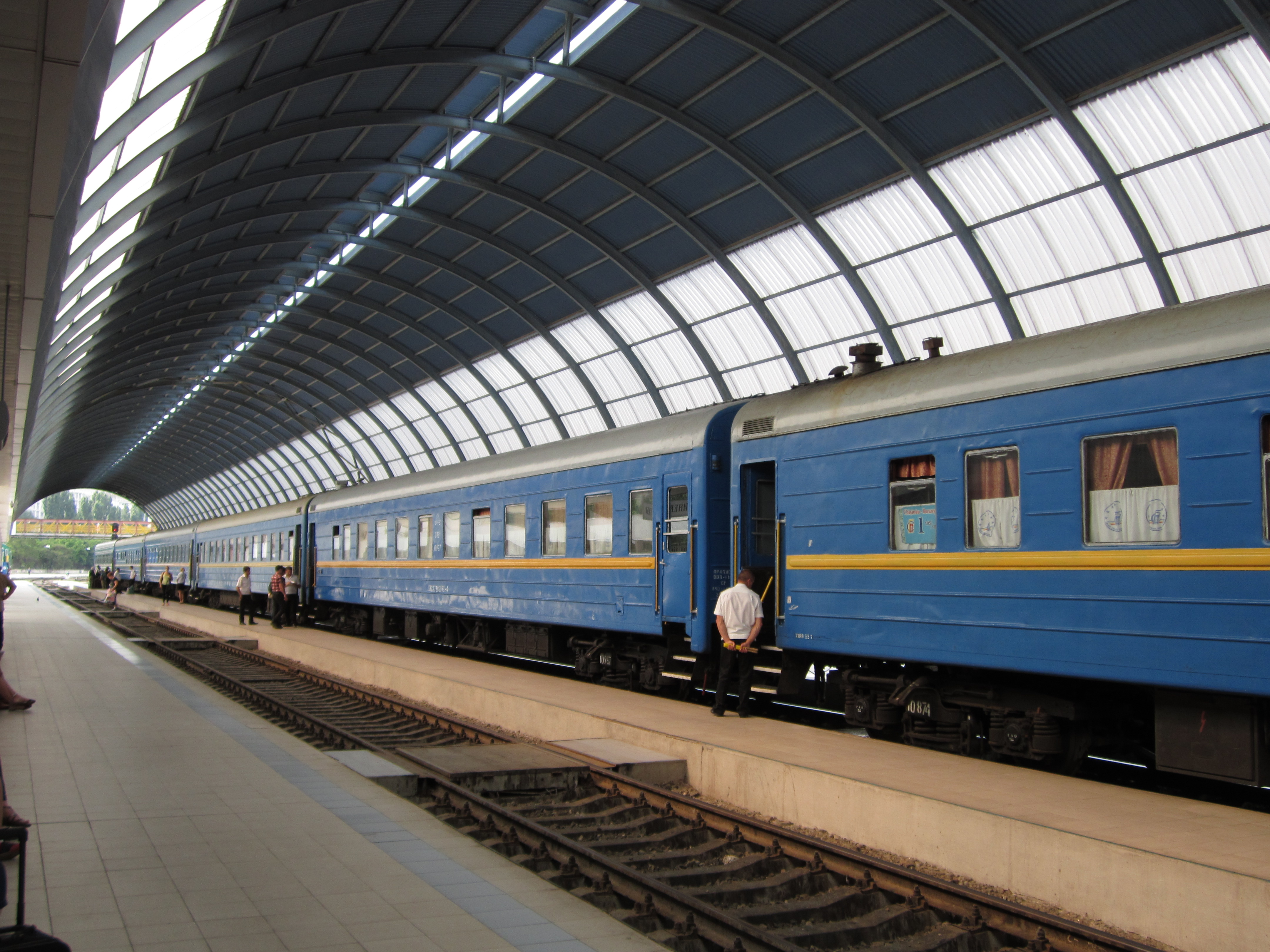
Поїзд на пероні вокзалу